# Калат-Арад
Калат-Арад (араб. قلعة عراد, Qal'at 'Arad — «фортеця Арад») — найдавніша з трьох фортець Бахрейну, що збереглися до наших днів. Зведена на однойменному острові (зараз — частина острова Мухаррак) наприкінці XV ст. оманськими завойовниками (які захопили Бахрейнський архіпелаг у 1487 році) і залишається яскравим прикладом традиційної арабської фортифікаційної архітектури регіону Перської затоки доколоніальної доби.
План фортеці являє собою квадрат з довжиною сторін близько 30 метрів з чотирма круглими вежами по кутах. Площа внутрішнього двору — близько 700 кв. м. Тут збереглися лише руїни будівель. Фортеця оточена ровом шириною близько чотирьох і глибиною близько двох метрів. Від південно-західної вежі до найближчої кромки води (внутрішнього затоки) — близько 80 метрів.

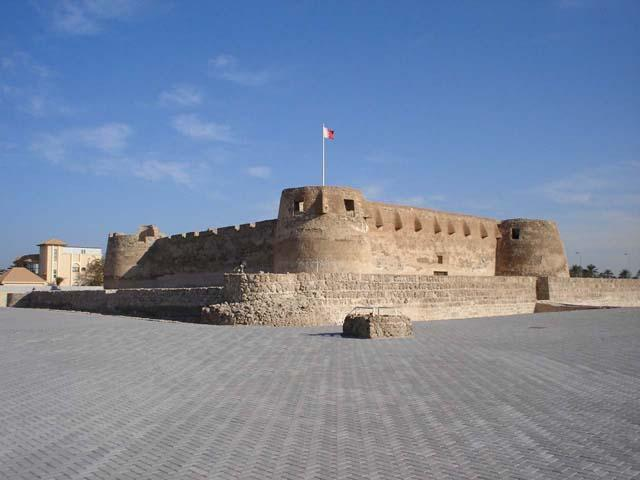
Калат-Арад

Товщина глинобитних мурів — від двох до трьох метрів, відтак вони не були розраховані на захист від гарматного вогню. Захищені похилі бійниці у мурах нагадують людські носи або ж пташині дзьоби. Великі неприкриті амбразури в баштах, вочевидь, були пророблені пізніше, коли у правителів Бахрейну з'явилася артилерія, для якої ці амбразури і призначалися.
Оборонне значення Калат-Арад зберігав до 1820 року, коли був укладений «Генеральний договір про припинення грабунку і піратства на суші і на морі» між Великою Британією і правителями еміратів Піратського берегу. До договору приєдналися й співправителі Бахрейну — шейхи Абдалла бен Ахмед і Салман бен Ахмед з династії Аль-Халіфа.